# Albert Costa Balboa
Albert Costa Balboa (Barcelona, España, 2 de mayo de 1990) es un piloto de automovilismo español. Fue el primer español en ganar el Italian Open Masters ICA Junior de karting, la Eurocopa de Fórmula Renault 2.0, la Eurocup Mégane Trophy y el segundo en ganar el International GT Open. En 2020 fue piloto oficial de Lamborghini en GT3, pilotando con las escuderías GRT Grasser Racing Team y Emil Frey Racing. En 2023 logró la victoria de clase en las 24 Horas de Le Mans en su debut en la mítica prueba de resistencia y resultó subcampeón del Campeonato Mundial de Resistencia de la FIA en la categoría LMP2 como debutante.

## Biografía

### Inicios
Albert desde bien pequeño ha estado ligado al mundo del motor, concretamente, al mundo de las dos ruedas. Su padre Luis Costa Rey corría en motos y en 1978 se proclamó campeón de España de resistencia en 250cc. Por otro lado, su hermano mayor, también Luis, subió de peldaño y disputó en 2001 el Campeonato del Mundo de Motociclismo de 250cc. con el equipo Yamaha Antena 3 d’Antín.
Albert tenía varias motos: una Yamaha PW 50cc. y una Yamaha PW 80 cc., ambas con neumáticos lisos. Durante esa época, aprendió mucho de lo que hoy pone en práctica en todos los circuitos. Su hermano Lluís cerraba el tráfico de la calle de acceso a su parcela e improvisaba un circuito con piñas de los árboles de alrededor. Cuando llovía ambos salían para depurar su técnica en condiciones distintas a las habituales. También tenía una Kawasaki KX 60cc. para hacer excursiones con su padre y hermano por la montaña. En esa misma moto, montó pronto neumáticos lisos y acompañaría a Lluís a entrenar en Supermotard por todos los circuitos de karts. Además, también asistía a carreras de “Dirt track” para después imitar lo que sus ojos percibían.

### Karting
A finales del año 2000, su padre, recibió una llamada de Jaime Alguersuari padre, que lo invitó a disputar la primera carrera de karting de un nuevo campeonato que estaba creando, el Trofeo Marc Gené: promesas del karting en el circuito de Sallent. La mayoría de pilotos a los que se enfrentaba eran mayores que él y ya se habían subido en kart anteriormente. Pese a este hándicap, Albert arrasó y se convirtió en el primer campeón de la primera edición del Trofeo Marc Gené. En 2001 la marca Arisco le hizo una oferta a su padre para que el joven piloto disputase el campeonato catalán y español, donde despuntó en cada una de las carreras que disputó.
Ya en 2002, con el equipo Benikarts de Juan Santos, Albert se proclamó bicampeón de España y Cataluña. Un año más tarde, en 2003, Costa cambió a la categoría Yamaha y estuvo la mitad del Campeonato en Benikarts y la otra mitad en el equipo Sport Kart de El Vendrell, con Tony Kart y los hermanos Gil. Pasó todo el verano junto a Juan y Peto Nieves, padre e hijo. Ellos eran sus mecánicos y sentían una enorme devoción por Albert. En 2004 siguió en Sport Kart, esta vez en la categoría Junior, consiguiendo muchas “Poles” pero sin acabar de cuajar en carrera. Y ahí se produjo otro cambio de equipo, esta vez, a Genikart propiedad de Genís Marcó.
La primera carrera con chasis Birel, en Sallent, arrasó con récord de la pista incluido. De hecho, esa temporada fue un calco del año 2003, pues empezó a ganar carreras, pero a mitad de campeonato abandonó el Campeonato de España por falta de presupuesto cuando iba en segunda posición. Más tarde, Eduard Ratés, un joven estudiante de Barcelona, fue a pintarse un casco al taller familiar, Studimoto. Eduard había oído hablar de Albert y Lluís le explicó que tenía que dejar la competición por falta de recursos económicos. Eduard, abrumado por la historia, fue al taller una semana después con el primer patrocinador bajo el brazo: Pamodín. Así pues, se pudo empezar la temporada 2005 con suficiente sustento económico como para hacer frente a todo el año. De hecho, se hizo una gran presentación en un Hotel de Barcelona y todo pintaba francamente bien. Ese año, Albert se proclamó campeón del Open Masters de Italia Júnior a pesar de que en Genikart habían cambiado de chasis (de Birel a Intrepid).
2006 fue un año de altos y bajos. Albert contaba con un gran patrocinador que sufragaba los gastos, la inmobiliaria Akasvayu. Genikart, una vez más, cambió de chasis y utilizó esta vez el FA. El cambio no favoreció demasiado a Albert y no se acababa de acoplar a las características del citado chasis: él era muy pequeño y el kart llevaba mucho plomo con el consecuente desgaste de los neumáticos. Durante ese año compaginó los karts con sus primeros entrenamientos en Inglaterra con un Fórmula 3, en el equipo de Kimi Räikkönen. Disputó en el Circuito de Suzuka la Copa Asia Pacific de karting donde se clasificó en 1.er y 2.º lugar en las mangas pre-finales. Lamentablemente en la final se rompió el tubo de escape y tuvo que abandonar. A mitad de temporada el expiloto y leyenda Danilo Rossi lo fichó para CRG. Ahí consiguió un 3.er lugar en el Trofeo de la Industria italiano. Además, también disputó el Campeonato del Mundo en Angerville aunque con suerte dispar: en la final, su carrera se vio truncada después de la embestida de un piloto cuando Albert rodaba 4.º después de haber salido en 7.º posición. Esa carrera fue un gran varapalo para el piloto barcelonés, pues era el único piloto que rodaba con gomas nuevas y la victoria podría haber sido ser suya.

### Fórmula 3 y Fórmula Renault

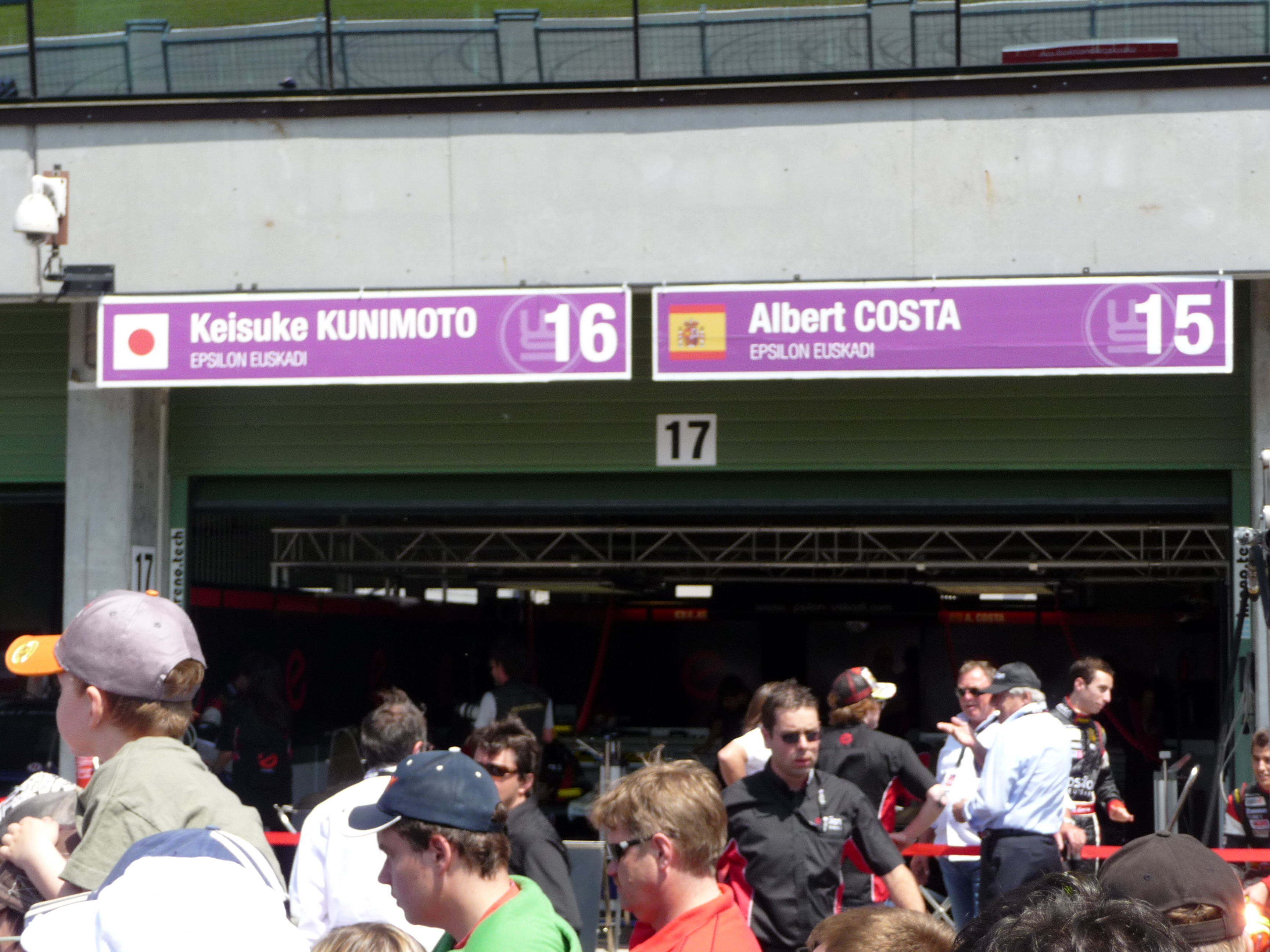
El nombre de Albert sobre el box de Epsilon (2010)

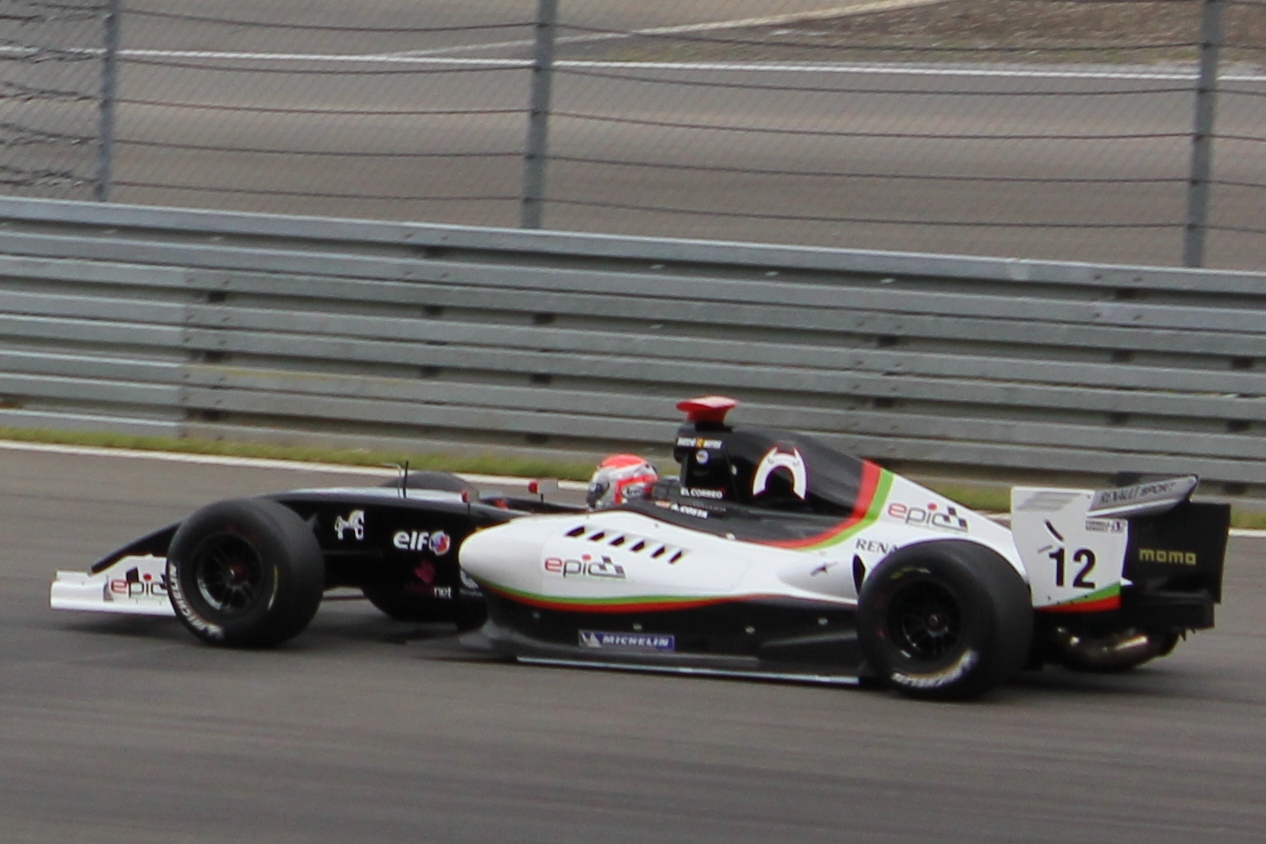
Albert Costa en Nürburgring con EPIC Racing (2011)

Llegó el año 2007 y Akasvayu había invertido para que Albert pudiera disputar el Campeonato Inglés de F3 en la categoría National. Empezó el campeonato inglés y se enfrentaba a una terrible dificultad: había rodado muy poco con ese monoplaza. Además, el coche y la mecánica nunca estuvo a la altura y siempre había problemas de cualquier índole. Para más inri, Akasvayu realizó una suspensión de pagos y el sueño del piloto catalán se esfumaba: Albert dejó los monoplazas, volvió a Barcelona y siguió entrenando y estudiando en el colegio. Tiempo después Lluís se hizo con el número de Joan Villadelprat y lo llamó: Tenía un hermano con mucho talento que mostrar y sin dinero para correr. Al final, apareció Fernando de Larratea, amigo del padre de Albert que le explicó el problema al que se enfrentaba. Fernando le consiguió patrocinadores para en 2008.
En 2008 Costa se unió al equipo Epsilon Euskadi para participar en la Eurocopa y la Copa de Europa Occidental de Fórmula Renault 2.0. En la clasificación general de la Eurocopa quedó en 8.ª posición, con dos cuartos puestos (Nürburgring y Le Mans) y una vuelta rápida (Estoril). En la Copa de Europa Occidental se clasificó en 5.ª posición, siendo el segundo mejor debutante por detrás de Jean-Éric Vergne. En esta competición Costa consiguió una pole position (Estoril) y cuatro podios (3.º en Dijon-Prenois, 2.º en Valencia y 2.º en las dos carreras de Magny-Cours). Caló el coche en la Eurocup de Estoril saliendo desde la Pole o, en Montmeló, en los entrenamientos cronometrados bajo lluvia se salió de pista en la primera vuelta y tuvo que salir último en las dos mangas.
En 2009 siguió con Epsilon Euskadi en la Eurocopa y la Copa de Europa Occidental, ganando ambas competiciones, ganó los dos campeonatos de Europa ganando 13 de las 28 carreras y su peor resultado en la Eurocup fue un 3.er puesto. Fue el piloto con más pole positions, con más vueltas rápidas y que más vueltas había liderado en carrera. Se enfrentó a duros reveses: fue descalificado injustamente en Montmeló, habiendo ganado la carrera y penalizado en la salida teniendo que salir último en el WEC de Nogaro. También abandonó carreras, como Le Mans, Silverstone o Hungría, donde se rompió el motor. Si esos inconvenientes no se hubieran producido, Albert se habría proclamado campeón con dos meetings de antelación. Esa temporada increíble tuvo como resultado varios premios, tales como el “Premi RACC” o el trofeo que otorga la Real Federación Española de Automovilismo (RFEDA). El 27 de octubre de 2009 Costa participó en los tests de la Fórmula Renault 3.5 en el circuito de Motorland Aragóncon el equipo Epsilon Euskadi.  Albert probó el 3.5 durante medio día y en Montmeló durante dos días. Logró impresionar después de conseguir el segundo mejor tiempo por detrás de Daniel Ricciardo, actual piloto de la escudería McLaren. 
Siguiendo con Epsilon gracias a la importante ayuda económica por ganar la 2.0, en el año 2010 sube a la Fórmula Renault 3.5 donde consigue su primer podio de la categoría en el Circuito de Mónaco, posteriormente lograría dos podios más y en total siete top-5, que le permitirían terminar 5.º en el campeonato, empatado a puntos con la cuarta plaza. En 2011 siguió con Epsilon, ya renombrada como EPIC, y empezó a lo grande logrando cuatro top-5 (2 podios) en las cuatro primeras carreras de la temporada, sin embargo una irregular mitad de temporada le quitaban las opciones de conseguir el título ante los dos dominadores del año: Robert Wickens y Jean-Éric Vergne. En la última carrera de la temporada y a la postre su última en monoplazas, logró su única victoria en la FR3.5, fue en su casa, el Circuit de Catalunya. Terminó 4.º a pocos puntos del tercero en la general Alexander Rossi.

### Eurocup Mégane Trophy

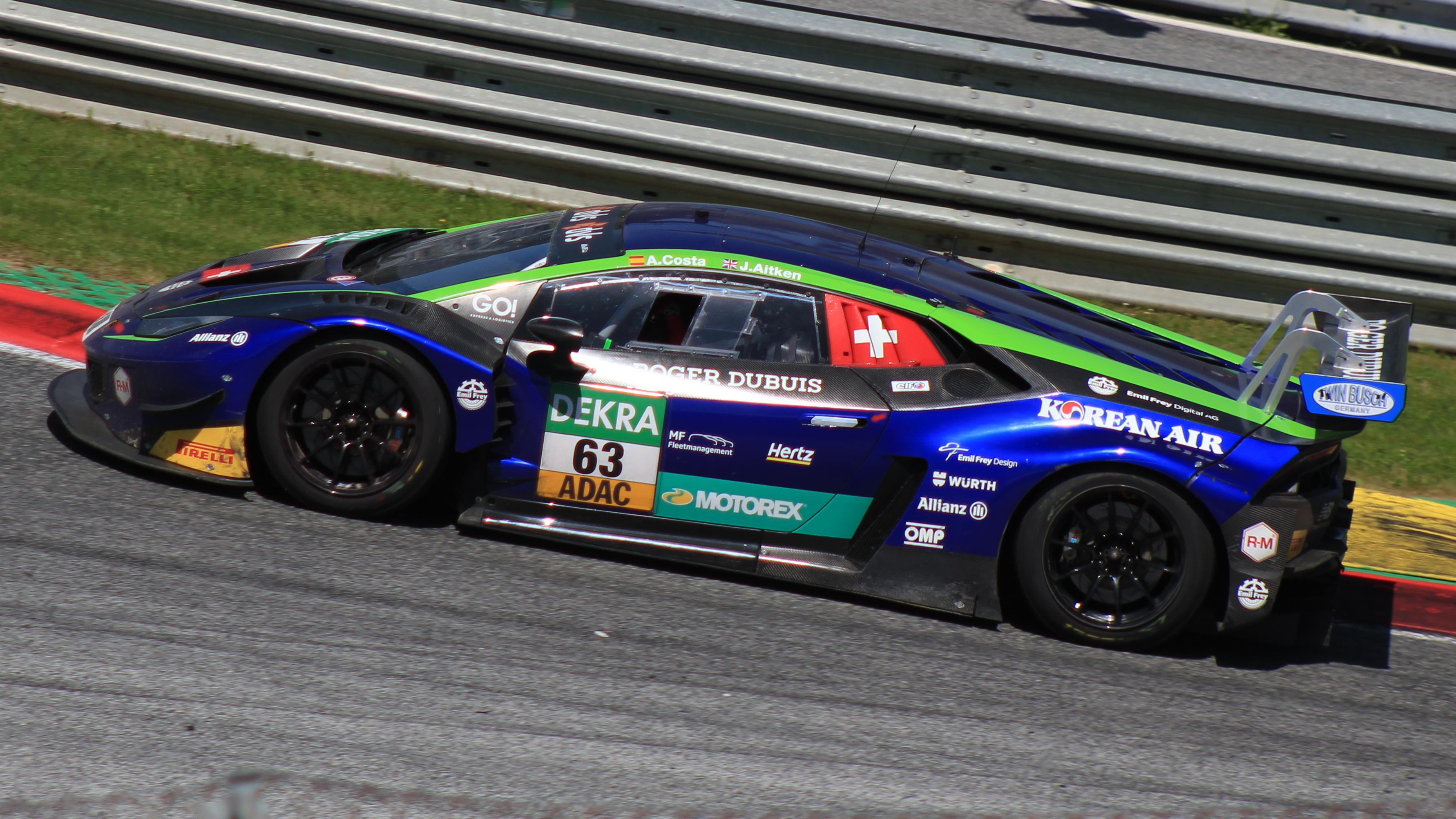
Costa en el ADAC GT Masters de 2022

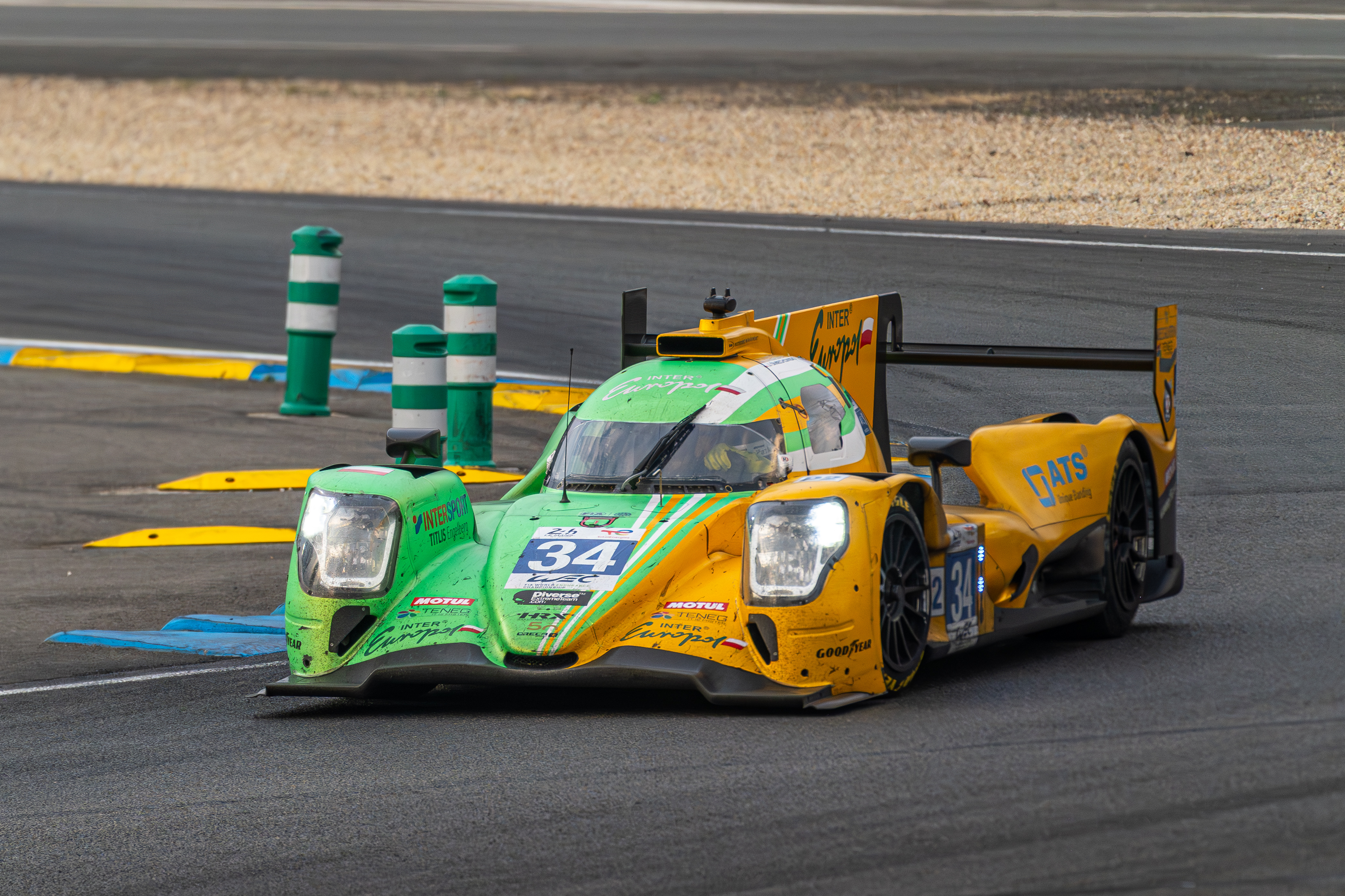
El Inter Europol ganador de las 24h LM de 2023

Para el año 2012, Albert se ve obligado a cambiar Fórmulas por GTs, corriendo en la Eurocup Mégane Trophy puesto que no consigue asiento en la GP2 Series. Tiempo después, admitiría haber sido víctima de una estafa por parte de su exrepresentante puesto que tenía un acuerdo apalabrado para correr allí.
El 21 de octubre, y pese a no contar con experiencia con coches similares, se proclama campeón de dicho certamen gracias a sus excelentes resultados por sólo 4 puntos de ventaja respecto a su máximo rival de la temporada, Bas Schothorst. Sin embargo, por falta de apoyos, se ve obligado a retirarse de las carreras internacionales y se postula como entrenador de pilotos los años posteriores en Renault Sport.

### Reaparición en los GTs
En 2016 reaparece corriendo varias carreras en la Blancpain Endurance Series con el equipo Emil Frey Racing, tras no conseguir buenos resultados con sus dos compañeros, para el año siguiente se traslada al International GT Open también con Emil Frey, para quedar tercero del campeonato con 4 victorias, 4 pole positions y 7 podios. En 2018 vuelve a la Blancpain, donde consigue una victoria. Al año siguiente se centraría en disputar una nueva temporada del International GT Open, esta vez logró imponerse con el italiano Giacomo Altoè como compañero.
Tras su victoria, Lamborghini decide hacer a Albert piloto oficial de GT3 de la marca, por lo que al fin desde 2020 Albert ha podido considerarse un piloto puramente profesional, disputando las 24 horas de Daytona, el ADAC GT Masters y por supuesto siguiendo en la Blancpain (ahora GT World Challenge) donde ha logrado diversas victorias y podios hasta la fecha.
En 2023 el equipo Emil Frey Racing cambia sus Lambos por unos nuevos Ferrari 296 GT3, por lo que Albert tenía que adaptarse a su nuevo GT. Con él y su compañero Thierry Vermeulen logró 3 podios en las últimas 4 carreras del GT World Challenge Sprint, quedando en cuarto lugar en el campeonato. En las 24 Horas de Le Mans 2023 logró uno de sus mayores éxitos deportivos de su carrera, al vencer en la categoría LMP2 con la escudería polaca Inter Europol Competition, una victoria muy inesperada puesto que no estaban entre los favoritos para poder lograrlo.
A pesar del logro, los polacos decidieron no continuar con Albert ni con el suizo Fabio Scherer en su plantel, por lo que el español recaló en las filas del Nielsen Racing para disputar la European Le Mans Series y en el Conquest Racing para disputar la temporada de la IMSA en la categoría GTD. En el primer campeonato se marchó del equipo a mitad de temporada siendo reemplazado por Nick Yelloly, tras confirmarse que Nielsen no correría las 24 Horas de Le Mans 2024; mientras que en la IMSA terminó en la cuarta plaza final del campeonato pilotando junto al estadounidense Manny Franco. Lograron 3 podios durante la temporada y la victoria en la última carrera de la temporada en Petit Le Mans.
De cara a 2025 se ha anunciado su fichaje por la escudería Dragon Speed para disputar la categoría GTD-Pro del IMSA con un Ferrari 296 GT3.

## Palmarés en el karting
| Temporada | Series                                         | Pos.  |
| --------- | ---------------------------------------------- | ----- |
| 2000      | Trofeo Marc Gené Promesas del Karting - Alevín | 1.º   |
| 2001      | Campeonato de Cataluña de Karting - Cadete     | 9.º   |
| 2002      | Campeonato de España de Karting - Cadete       | 1.º   |
| 2002      | Campeonato de Cataluña de Karting - Cadete     | 1.º   |
| 2002      | Copa de resistencia en Salou                   | 1.º   |
| 2002      | Open Toyota - Cadete                           | 2.º   |
| 2002      | Copa de Campeones - Cadete                     | 3º    |
| 2003      | Copa de Campeones - Yamaha                     | 1.º   |
| 2003      | Campeonato de España de Karting - Yamaha       | 4.º   |
| 2003      | Campeonato de Cataluña de Karting - Yamaha     | 4.º   |
| 2004      | Campeonato de Cataluña de Karting - Junior     | 2.º   |
| 2004      | Campeonato de España de Karting - Junior       | NF    |
| 2004      | Campeonato de Europa de Karting - Júnior       | Final |
| 2005      | Open Masters de Italia - Júnior                | 1.º   |
| 2005      | Trofeo South Garda Winter Cup ICA - Junior     | 2.º   |
| 2006      | Campeonato de España de Karting (Sils) - ?     | 1.º   |
| 2006      | Trofeo de la Indústria Italiano - Inter A      | 3º    |
| 2006      | Trofeo Asia Pacific de Suzuka - ?              | NF    |

## Resumen de trayectoria
| Temporada | Series                                        | Escudería                  | Carreras | Victorias | Poles | VR | Podios | Puntos  | Pos.    |
| --------- | --------------------------------------------- | -------------------------- | -------- | --------- | ----- | -- | ------ | ------- | ------- |
| 2007      | Fórmula 3 Británica - Clase Nacional          | Räikkönen Robertson Racing | 9        | 0         | 0     | 0  | 0      | 33      | 11.º    |
| 2008      | Eurocopa de Fórmula Renault 2.0               | Epsilon Euskadi            | 14       | 0         | 0     | 1  | 0      | 35      | 8.º     |
| 2008      | Fórmula Renault 2.0 WEC                       | Epsilon Euskadi            | 15       | 0         | 1     | 0  | 4      | 85      | 5.º     |
| 2009      | Eurocopa de Fórmula Renault 2.0               | Epsilon Euskadi            | 14       | 5         | 6     | 6  | 10     | 138     | 1.º     |
| 2009      | Fórmula Renault 2.0 WEC                       | Epsilon Euskadi            | 14       | 8         | 8     | 10 | 9      | 172     | 1.º     |
| 2010      | Fórmula Renault 3.5 Series                    | Epsilon Euskadi            | 17       | 0         | 0     | 0  | 3      | 78      | 5.º     |
| 2011      | Fórmula Renault 3.5 Series                    | EPIC Racing                | 17       | 1         | 1     | 1  | 4      | 151     | 4.º     |
| 2012      | Eurocup Mégane Trophy                         | Oregon Team                | 14       | 7         | 8     | 6  | 11     | 251     | 1.º     |
| 2016      | Blancpain Endurance Series - GT3              | Emil Frey Racing           | 4        | 0         | 0     | 0  | 0      | 0       | NC      |
| 2017      | Blancpain GT Series Sprint Cup                | Emil Frey Racing           | 2        | 0         | 0     | 0  | 0      | 0       | NC      |
| 2017      | International GT Open                         | Emil Frey Racing           | 14       | 4         | 4     | 5  | 7      | 98      | 3º      |
| 2017      | Blancpain GT Series Endurance Cup             | Emil Frey Racing           | 4        | 0         | 0     | 0  | 0      | 1       | 28.º    |
| 2017      | ADAC GT Masters                               | Callaway Competition       | 2        | 0         | 0     | 0  | 0      | 14      | 32.º    |
| 2018      | Blancpain GT Series Endurance Cup - Pro       | Emil Frey Racing           | 5        | 1         | 0     | 0  | 1      | 35      | 9.º     |
| 2018      | Blancpain GT Series Sprint Cup                | Emil Frey Racing           | 10       | 0         | 0     | 2  | 0      | 15,5    | 13.º    |
| 2019      | Blancpain Gt Series Endurance Cup - Pro       | Orange 1 FFF Racing Team   | 1        | 1         | 0     | 0  | 1      | 25      | 10.º    |
| 2019      | International GT Open - GT3 Pro               | Emil Frey Racing           | 14       | 4         | 5     | 1  | 7      | 128     | 1.º     |
| 2020      | GT World Challenge Europe Sprint Cup          | Emil Frey Racing           | 10       | 2         | 1     | 1  | 3      | 58,5    | 6.º     |
| 2020      | GT World Challenge Europe Endurance Cup       | Emil Frey Racing           | 4        | 0         | 0     | 0  | 0      | 8       | 19.º    |
| 2020      | ADAC GT Masters                               | GRT Grasser Racing Team    | 14       | 0         | 0     | 0  | 1      | 102     | 8.º     |
| 2021      | GT World Challenge Europe Sprint Cup - Pro    | Emil Frey Racing           | 10       | 1         | 0     | 1  | 3      | 43,5    | 6.º     |
| 2021      | GT World Challenge Europe Endurance Cup - Pro | Emil Frey Racing           | 5        | 0         | 0     | 0  | 0      | 16      | 17.º    |
| 2021      | ADAC GT Masters                               | GRT Grasser Racing Team    | 10       | 0         | 0     | 0  | 3      | 103     | 9.º     |
| 2022      | ADAC GT Masters                               | Emil Frey Racing           | 14       | 1         | 1     | 2  | 3      | 140     | 4.º     |
| 2022      | GT World Challenge Europe Endurance Cup       | Emil Frey Racing           | 5        | 0         | 0     | 1  | 1      | 32      | 15.º    |
| 2022      | GT World Challenge Europe Sprint Cup          | Imperiale Racing           | 2        | 0         | 0     | 0  | 0      | 3       | 22.º    |
| 2022      | Stock Car Brasil                              | Blau Motorsport            | 1        | 0         | 1     | 1  | 1      | no apto | no apto |
| 2023      | FIA World Endurance Championship - LMP2       | Inter Europol Competition  | 7        | 1         | 0     | 0  | 3      | 114     | 2.º     |
| 2023      | GT World Challenge Europe Sprint Cup          | Emil Frey Racing           | 10       | 0         | 0     | 1  | 3      | 62.5    | 4.º     |
| 2023      | Deutsche Tourenwagen Masters                  | Emil Frey Racing           | 2        | 0         | 0     | 0  | 0      | 8       | 28.º    |
| 2023      | International GT Open                         | Team Motopark              | 2        | 0         | 0     | 0  | 0      | no apto | no apto |
| 2024      | European Le Mans Series – LMP2 Pro-Am         | Nielsen Racing             | 3        | 0         | 0     | 0  | 1      | 33      | 10.º    |
| 2024      | IMSA SportsCar Championship – GTD             | Conquest Racing            | 10       | 1         | 0     | 0  | 3      | 2577    | 4.º     |
| 2024      | IMSA SportsCar Championship – GTD Pro         | Conquest Racing            | 1        | 0         | 0     | 0  | 0      | 266     | 37.º    |
| 2024      | GT World Challenge Europe Endurance Cup       | Eastalent Racing           | 1        | 0         | 0     | 0  | 0      | 0       | NC      |
| Fuente::  |                                               |                            |          |           |       |    |        |         |         |

## Resultados

### Fórmula Renault 3.5 Series
| Año  | Escudería       | Rondas | Rondas | Rondas | Rondas | Rondas | Rondas | Rondas | Rondas | Rondas | Rondas | Rondas | Rondas | Rondas | Rondas | Rondas | Rondas | Rondas | Puntos | Pos. |
| ---- | --------------- | ------ | ------ | ------ | ------ | ------ | ------ | ------ | ------ | ------ | ------ | ------ | ------ | ------ | ------ | ------ | ------ | ------ | ------ | ---- |
| 2010 | Epsilon Euskadi | ALC    | ALC    | SPA    | SPA    | MON    | BRN    | BRN    | MAG    | MAG    | HUN    | HUN    | HOC    | HOC    | SIL    | SIL    | CAT    | CAT    | 78     | 5.º  |
| 2010 | Epsilon Euskadi | Ret    | 4      | 4      | 19     | 3      | 18     | 10     | 8      | 5      | 6      | 2      | 8      | 17     | 2      | 8      | 5      | 10     | 78     | 5.º  |
| 2011 | EPIC Racing     | ALC    | ALC    | SPA    | SPA    | MOZ    | MOZ    | MON    | NUR    | NUR    | HUN    | HUN    | SIL    | SIL    | LEC    | LEC    | CAT    | CAT    | 151    | 4.º  |
| 2011 | EPIC Racing     | 4      | 3      | 3      | 5      | 18     | 5      | 9      | 5      | 6      | Ret    | 2      | 5      | 5      | DSQ    | 7      | Ret    | 1      | 151    | 4.º  |

### 24 Horas de Daytona
| Año     | Equipo                  | Copilotos                                          | Automóvil                   | Clase   | Vueltas | Pos. | Pos. Clase |
| ------- | ----------------------- | -------------------------------------------------- | --------------------------- | ------- | ------- | ---- | ---------- |
| 2020    | GRT Grasser Racing Team | Richard Heistand Franck Perera Steijn Schothorst   | Lamborghini Huracán GT3 Evo | GTD     | 633     | 33.º | 14.º       |
| 2021    | GRT Grasser Racing Team | Misha Goikhberg Franck Perera Tim Zimmermann       | Lamborghini Huracán GT3 Evo | GTD     | 633     | DNF  | DNF        |
| 2024    | Conquest Racing         | Alessandro Balzan Manny Franco Cédric Sbirrazzuoli | Ferrari 296 GTB             | GTD     | 730     | 22.º | 3.º        |
| 2025    | DragonSpeed             | Miguel Molina Thomas Neubauer Davide Rigon         | Ferrari 296 GT3             | GTD Pro | 723     | 22.º | 6.º        |
| Fuente: |                         |                                                    |                             |         |         |      |            |

### 12 Horas de Sebring
| Año  | Equipo          | Copilotos                        | Automóvil       | Clase   | Vueltas | Pos. | Pos. Clase |
| ---- | --------------- | -------------------------------- | --------------- | ------- | ------- | ---- | ---------- |
| 2024 | Conquest Racing | Manny Franco Cédric Sbirrazzuoli | Ferrari 296 GT3 | GTD     | 314     | 39.º | 11.º       |
| 2025 | DragonSpeed     | Giacomo Altoè Davide Rigon       | Ferrari 296 GT3 | GTD Pro | 329     | 23.º | 4.º        |

### 24 Horas de Le Mans
| Año     | Equipo                    | Copilotos                       | Automóvil       | Clase | Vueltas | Pos. | Pos. Clase |
| ------- | ------------------------- | ------------------------------- | --------------- | ----- | ------- | ---- | ---------- |
| 2023    | Inter Europol Competition | Fabio Scherer Jakub Śmiechowski | Oreca 07-Gibson | LMP2  | 328     | 9.º  | 1.º        |
| Fuente: |                           |                                 |                 |       |         |      |            |

### FIA WEC
| Año  | Escudería                 | Clase | Chasis   | Motor                 | 1   | 2   | 3   | 4   | 5   | 6   | 7   | Pos. | Pts. |
| ---- | ------------------------- | ----- | -------- | --------------------- | --- | --- | --- | --- | --- | --- | --- | ---- | ---- |
| 2023 | Inter Europol Competition | LMP2  | Oreca 07 | Gibson GK428 4.2 L V8 | SEB | POR | SPA | LMS | MNZ | FUJ | BHR | 2.º  | 114  |
| 2023 | Inter Europol Competition | LMP2  | Oreca 07 | Gibson GK428 4.2 L V8 | 3   | 9   | 3   | 1   | 5   | 9   | 6   | 2.º  | 114  |

### 24 Horas de Spa-Francorchamps
| Año  | Equipo           | Copilotos                      | Automóvil                   | Clase   | Vueltas | Pos.       | Pos. Clase |
| ---- | ---------------- | ------------------------------ | --------------------------- | ------- | ------- | ---------- | ---------- |
| 2016 | Emil Frey Racing | Lorenz Frey Stéphane Ortelli   | Jaguar XK Emil Frey G3      | Pro Cup | 408     | 53.º       | 27.º       |
| 2017 | Emil Frey Racing | Lorenz Frey Stéphane Ortelli   | Jaguar XK Emil Frey G3      | Pro Cup | 131     | DNF        | DNF        |
| 2018 | Emil Frey Racing | Christian Klien Marco Seefried | Lexus RC F GT3              | Pro     | 507     | 13.º       | 13.º       |
| 2020 | Emil Frey Racing | Giacomo Altoè Franck Perera    | Lamborghini Huracán GT3 Evo | Pro     | 496     | 31.º (DNF) | DNF        |
| 2021 | Emil Frey Racing | Giacomo Altoè Franck Perera    | Lamborghini Huracán GT3 Evo | Pro     | 9       | DNF        | DNF        |
| 2022 | Emil Frey Racing | Jack Aitken Mirko Bortolotti   | Lamborghini Huracán GT3 Evo | Pro     | 190     | DNF        | DNF        |